# Moosberg (Murnauer Moos)
Der Moosberg war eine Felskuppe im Murnauer Moos in der Nähe von Ohlstadt, die laut der topographischen Karte von 1936 eine Höhe von 659 m ü. NHN aufwies und damit 32 Meter über die Umgebung herausragte. Er war in römischer Zeit besiedelt, speziell wird hier die Höhensiedlung Coveliacae (in der Tabula Peutingeriana als Coveliacas verzeichnet) vermutet. Ab den 1930er Jahren wurde er zum Zweck des Glaukoquarzit-Abbaus (Hartstein) für Bahnschotter und Straßenpflaster bis in den Tiefengrund abgetragen. An seiner Stelle liegt heute der Neue Moosbergsee.
Das Gemälde Das Moor (Moosberg) von Max Beckmann von 1934 zeigt den heute abgetragenen Moosberg.